# Zhurong
Zhurong (Cinese: 祝融; pinyin: Zhùróng) è un rover marziano cinese, il primo della Cina a poggiarsi su un altro pianeta. Fa parte della missione Tianwen-1 su Marte condotta dalla Agenzia spaziale cinese (CNSA).
Il veicolo spaziale è stato lanciato il 23 luglio 2020 e inserito nell'orbita marziana il 2021. Il lander, che trasportava il rover, si è posato con successo su Marte il 14 maggio 2021, rendendo la Cina il secondo paese ad aver fatto poggiare con successo una navicella spaziale su Marte e a stabilire comunicazioni dalla superficie, dopo gli Stati Uniti. Lo Zhurong ha cominciato a muoversi con successo, dalla zona di arrivo su Marte, il 22 maggio 2021, 02:40 UTC.
Il rover è inattivo dal 20 maggio 2022, quando era entrato in modalità stand-by per l'avvicinarsi dell'inverno marziano. Avrebbe dovuto riattivarsi nel dicembre 2022 tuttavia, come mostrato in un'immagine ripresa dalla sonda MRO della NASA, una grossa quantità di polvere si è depositata al di sopra di esso, impedendo ai pannelli solari di ricaricare le batterie.

## Nome
Il nome Zhurong si riferisce a una figura mito-storica cinese solitamente associata al fuoco e alla luce, poiché Marte è chiamato "il pianeta del fuoco" (cinese; 火星) in Cina e in alcuni altri paesi dell'Asia orientale. È stato selezionato dopo una votazione pubblica online tenutasi tra il 20 gennaio 2021 e il 28 febbraio 2021, con Zhurong al primo posto con 504.466 voti. Il nome è stato scelto con il significato di "accendere il fuoco dell'esplorazione interstellare in Cina e per simboleggiare la determinazione del popolo cinese di esplorare le stelle e di scoprire le incognite nell'universo".

## Storia

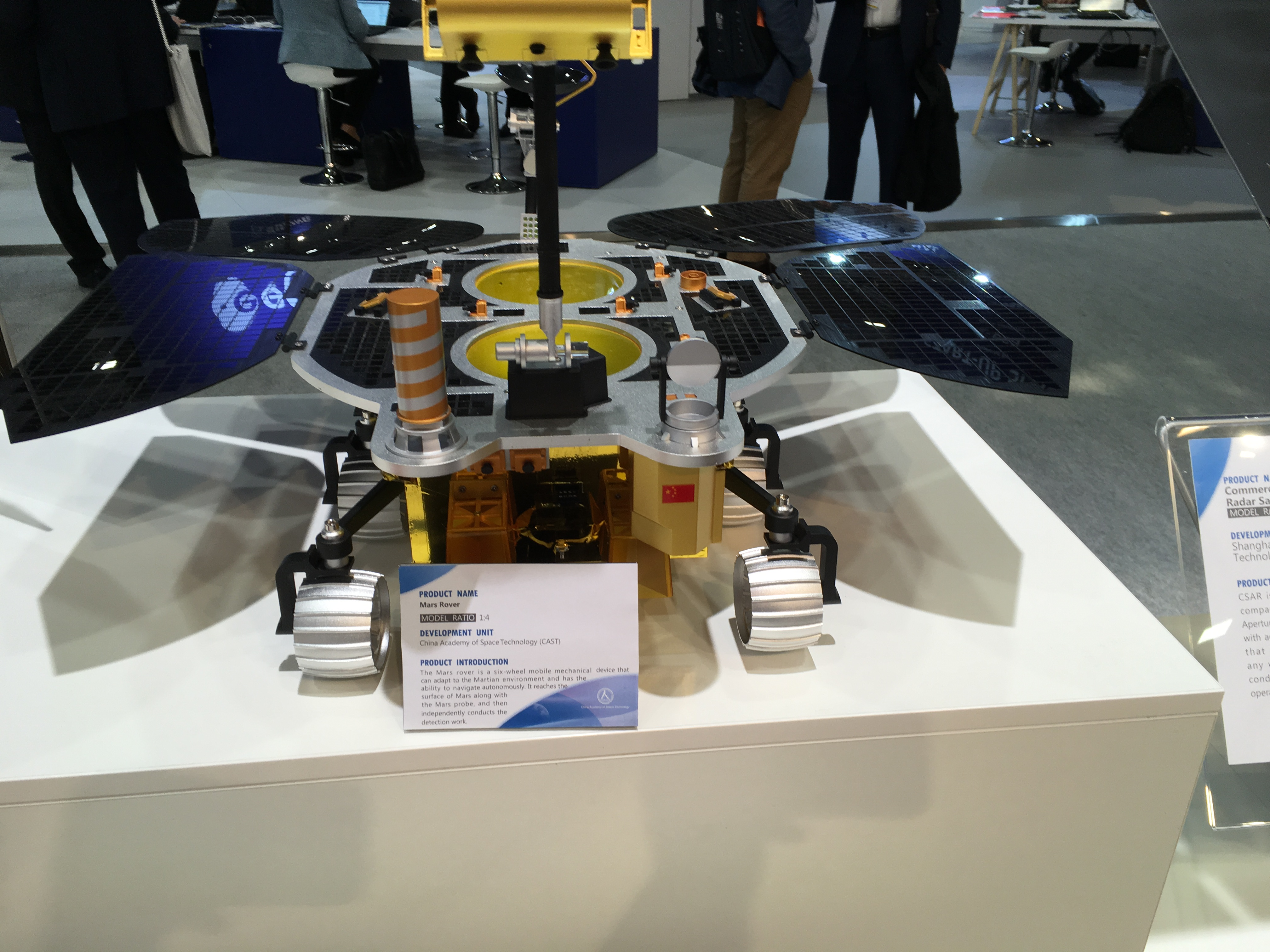
Modello del rover Zhurong al 69º Congresso astronautico internazionale

La Cina ha iniziato il suo primo tentativo di esplorazione interplanetaria nel 2011 inviando Yinghuo-1, un "orbiter" marziano, in una missione congiunta con la Russia, ma non ha lasciato l'orbita terrestre a causa di un guasto al veicolo di lancio russo. Di conseguenza, l'agenzia spaziale cinese ha quindi intrapreso la sua missione indipendente su Marte.
Il primo modello del futuro rover su Marte è stato esposto nel novembre 2014 alla decima edizione della China International Aviation & Aerospace Exhibition. Aveva un aspetto simile al rover lunare Yutu, che era sceso sulla superficie della Luna.
Il 22 aprile 2016, Xu Dazhe, capo del CNSA, ha annunciato che la missione su Marte era stata approvata l'11 gennaio 2016. Una sonda sarebbe stata inviata nell'orbita marziana e avrebbe tentato posarsi su Marte nel 2020.
Il 23 agosto 2016, la Cina ha rivelato le prime immagini della versione finale dei veicoli spaziali della missione su Marte, che hanno confermato la composizione di un "orbiter", un "lander" e un "rover" su Marte per una prossima missione.
Gli obiettivi scientifici e i carichi utili della missione su Marte sono stati dichiarati in un articolo pubblicato nel Journal of Deep Space Exploration nel dicembre 2017.
Il 24 aprile 2020, il programma di esplorazione interplanetaria della Cina è stato ufficialmente annunciato dal CNSA, insieme al nome Tianwen e a un emblema del programma. La prima missione del programma, la missione su Marte da svolgere nel 2020, è stata denominata Tianwen-1.
Il 24 aprile 2021, in previsione del prossimo tentativo di atterraggio, la CNSA ha annunciato formalmente che il rover si sarebbe chiamato Zhurong (cinese; 祝融).

## Obiettivi
I compiti previsti dalla missione del rover sono:
- Studiare la topografia e la geologia del territorio
- Esaminare il terreno e l'eventuale contenuto di ghiaccio
- Esaminare gli elementi, i minerali e le rocce
- Campionamento atmosferico

## Strumenti

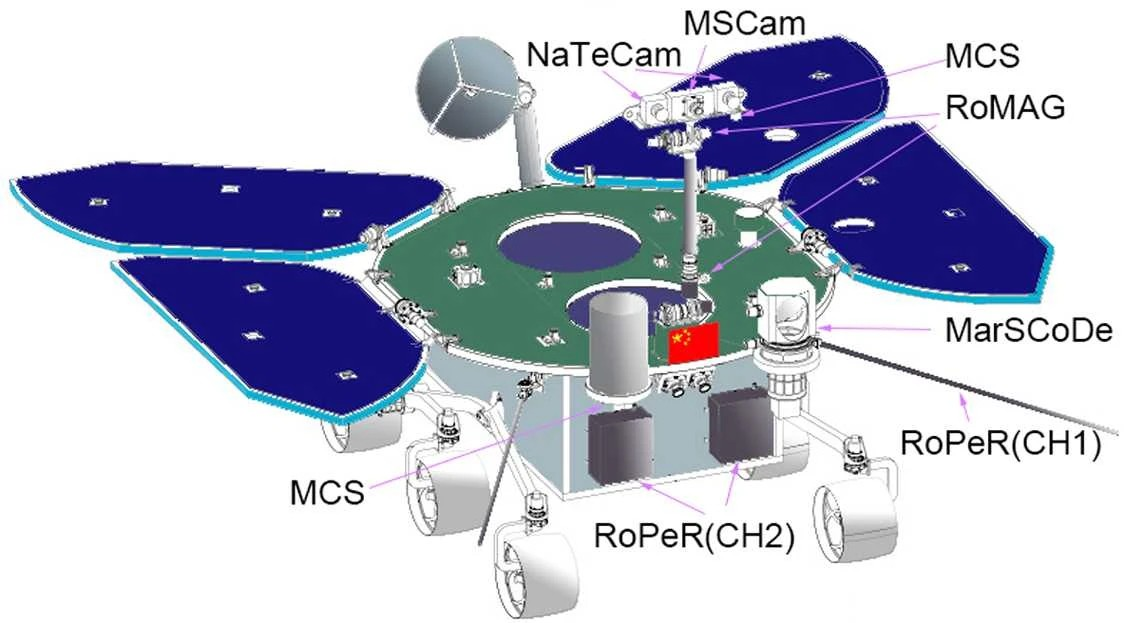
La configurazione e il disegno dei carichi utili a bordo del rover Zhurong

Il rover a sei ruote pesa 240 kg ed è alto 1,85 m. È alimentato da quattro pannelli solari e trasporta sei strumenti scientifici:
- Radar penetrante (RoPeR): Radar a penetrazione del suolo (GPR), a due frequenze, per ricerche fino a circa 100 metri sotto la superficie marziana.[21] È stato uno dei primi due radar a penetrazione del suolo dispiegati su Marte, insieme a quello sul rover Perseverance della NASA lanciato e atterrato negli stessi anni.[22]
- Magnetometro (RoMAG): ottiene le strutture a scala fine del campo magnetico crostale basate su misurazioni mobili sulla superficie marziana.
- Stazione climatologica (MCS) (chiamata anche MMMI: Mars Meteorological Measurement Instrument): misura la temperatura, la pressione, la velocità del vento e la direzione dell'atmosfera superficiale e dispone di un microfono per catturare i suoni marziani. Durante il dispiegamento del rover, ha registrato il suono, fungendo da secondo strumento sonoro marziano per registrare con successo i suoni marziani dopo i microfoni del rover Mars 2020 Perseverance.
- Rilevatore di composti della superficie di Marte (MarSCoDe): combina la spettroscopia di rottura indotta da laser (LIBS) e la spettroscopia a infrarossi.[18]
- Telecamera multispettrale (MSCam): in combinazione con MarSCoDe, MSCam indaga i componenti minerali per stabilire la relazione tra l'ambiente delle acque superficiali marziane e i tipi di minerali secondari e per cercare le condizioni ambientali storiche per la presenza di acqua liquida.
- Telecamere di navigazione e topografia (NaTeCam): con una risoluzione di 2048 × 2048, NaTeCam viene utilizzata per costruire mappe topografiche, estrarre parametri come pendenza, ondulazione e rugosità, investigare strutture geologiche e condurre analisi complete sulla struttura geologica dei parametri di superficie.

Tra i sei strumenti scientifici, RoPeR lavora durante il movimento del rover; MarSCoDe, MSCam e NaTeCam funzionano da fermi; RoMAG e MCS funzionano sia in movimento che da fermi.
Altri strumenti includono:
- Fotocamera remota: una piccola fotocamera lasciata il 1º giugno 2021 dal rover per scattare foto del rover e del lander. Le immagini catturate vengono trasferite al rover tramite Wi-Fi.[23]

### Durata in esercizio
Il rover ha una vita operativa pianificata di 90 sol (93 giorni terrestri). In origine, ogni gruppo di tre sol era definito come un periodo di operazione. Il processo di base di ogni periodo di operazione era:
- Sol 1: NaTeCam acquisisce immagini sulla superficie marziana per l'analisi e la pianificazione delle operazioni.
- Sol 2: Ogni carico utile esegue un'esplorazione scientifica.
- Sol 3: Il rover si muove verso la posizione di destinazione. RoMAG e MCS raccolgono dati durante il movimento.

I dati acquisiti vengono scaricati dopo ogni sol. I dati verranno elaborati dai team del CNSA durante un periodo ufficiale di 5-6 mesi prima di essere diffusi alla comunità scientifica.

Nel luglio 2021, il progettista dell'orbiter Tianwen-1 ha rivelato che,a causa delle prestazioni migliori del previsto di Zhurong, il periodo di tre giorni originale è stato portato a uno, accelerando il suo processo di esplorazione.

## Selezione dell'area di atterraggio
L'area di atterraggio è stata determinata in base a due criteri:
- Fattibilità ingegneristica, inclusi latitudine, altitudine, pendenza, condizioni della superficie, distribuzione della roccia, velocità del vento locale, requisiti di visibilità durante il processo di rientro atmosferico.
- Obiettivi scientifici, tra cui geologia di Marte, struttura del suolo e distribuzione del ghiaccio d'acqua, elementi di superficie, distribuzione di minerali e rocce, rilevamento di campi magnetici.

Nella fase successiva sono state preselezionate due aree: Chryse Planitia e Utopia Planitia.

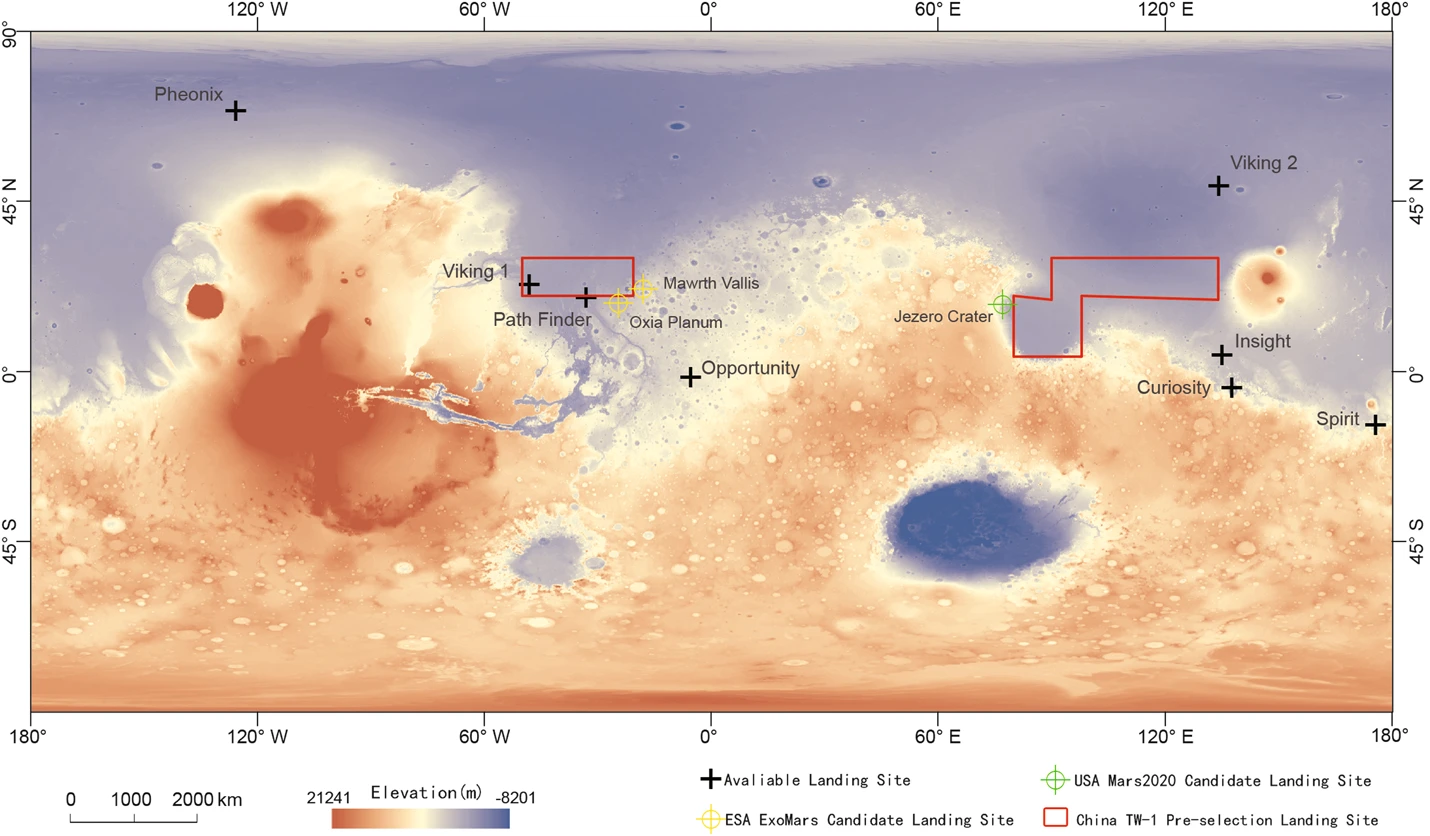
I due siti di atterraggio candidati della missione Tianwen-1 sono racchiusi da linee rosse sulla mappa marziana. Quello a sinistra è la Chryse Planitia e quello a destra l'Utopia Planitia.

Il sito candidato in Utopia Planitia è stato favorito dal team a causa delle maggiori possibilità di trovare prove sull'esistenza di un antico oceano nella parte settentrionale di Marte. Alla fine è stato selezionato come area di atterraggio della missione.

## Cronologia della missione
Il Tianwen-1, insieme al rover Zhurong, è stato lanciato alle 12:41 UTC+8 del 23 luglio 2020, dal Centro spaziale di Wenchang da un razzo pesante, il Lunga Marcia 5.
Dopo un viaggio di 202 giorni, nello spazio interplanetario, il Tianwen-1 si è inserito nell'orbita marziana il 10 febbraio 2021, diventando così il primo orbiter marziano della Cina. Successivamente, ha eseguito diverse manovre orbitali e ha iniziato a rilevare i siti di atterraggio decisi su Marte in preparazione del prossimo tentativo di atterraggio.
Il 14 maggio 2021, il lander e il rover Zhurong si separarono dall'orbita del Tianwen-1. Dopo aver sperimentato l'ingresso nell'atmosfera di Marte, che è durato circa nove minuti, il lander e il rover si sono posati con successo sull'Utopia Planitia, utilizzando una combinazione di scudo protettivo, paracadute e retrorazzo. Con l'atterraggio, la Cina è diventata il secondo paese ad utilizzare un veicolo spaziale completamente funzionante sulla superficie marziana, dopo gli Stati Uniti.
Dopo aver stabilito una comunicazione stabile con il rover, il 19 maggio 2021 il CNSA ha pubblicato le sue prime immagini dalla superficie di Marte.
Il 22 maggio 2021, alle 10:10  ora di Pechino (0240 GMT), lo Zhurong si è spostato dalla sua piattaforma di atterraggio sulla superficie di Marte, iniziando la sua missione di esplorazione.

L'11 giugno 2021, il CNSA ha diffuso il primo lotto di immagini scientifiche dalla superficie di Marte tra cui un'immagine panoramica scattata da Zhurong e una foto di gruppo a colori di Zhurong e del lander Tianwen-1 scattata da una telecamera wireless posta sul suolo marziano. L'immagine panoramica è composta da 24 scatti singoli realizzati dalla NaTeCam prima che il rover venisse schierato sulla superficie marziana. L'immagine rivela che la topografia e l'abbondanza di rocce vicino al sito di atterraggio sono coerenti con le precedenti anticipazioni degli scienziati sulle caratteristiche tipiche della parte meridionale di Utopia Planitia, con rocce piccole ma diffuse, modelli di onde bianche e vulcani di fango.

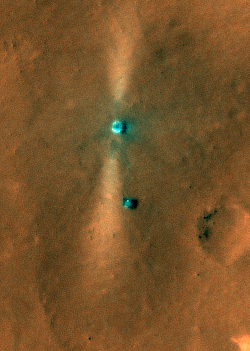
Rover e lander catturati da HiRISE dalla NASA MRO il 6 giugno 2021

Il 27 giugno 2021, il CNSA ha inviato immagini e video di processo e di movimento di Zhurong  sulla superficie di Marte, tra cui una clip di suoni realizzati dal rover e registrata da un suo strumento, la stazione climatica di Marte (MCS).
A partire dall'11 luglio 2021, il CNSA ha anche annunciato che Zhurong aveva percorso più di 410 metri sulla superficie marziana.
Il 12 luglio 2021, Zhurong si è avvicinato al paracadute e al guscio posteriore caduto sulla superficie marziana durante il suo atterraggio il 14 maggio.
| Data           | Data operativa | Distanza percorsa totale | Note   |
| -------------- | -------------- | ------------------------ | ------ |
| 27 giu 2021    | 42° sol        | 236 m                    | [ 33 ] |
| 11 luglio 2021 | 55° sol        | 410 m                    | [ 34 ] |
| 17 luglio 2021 | 64° sol        | 509 m                    | [ 35 ] |
| 30 luglio 2021 | 75° sol        | 708 m                    | [ 36 ] |
| 6 agosto 2021  | 82° sol        | 808 m                    | [ 37 ] |
| 23 agosto 2021 | 97 sol         | 1000 m                   | [ 38 ] |
| 1 gennaio 2022 | 222 sol        | 1400 m                   | [ 39 ] |
| 6 maggio 2022  | 347 sol        | 1921 m                   | [ 40 ] |

Il 15 agosto 2021 Zhurong aveva ufficialmente completato la missione pianificata, da quel momento avrebbe continuato a dirigersi verso la parte meridionale di Utopia Planitia dov' era atterrato. Il 18 agosto 2021, Zhurong è sopravvissuto alla sua durata di vita prevista. Gli scienziati e gli ingegneri cinesi hanno annunciato una spedizione estesa con l'obiettivo di indagare su un'antica zona costiera di Marte.

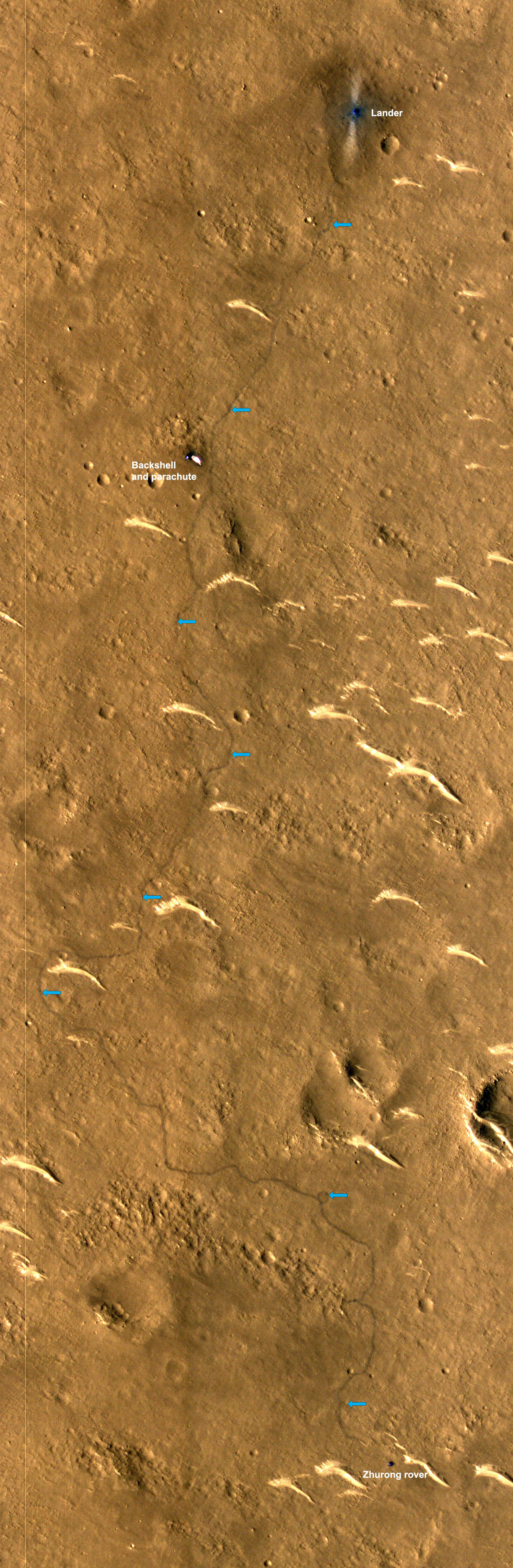
Percorso e distanza percorsa (~1,5 km) da Zhurong il 11 marzo 2022 (293 sol)

Dopo una pausa per la congiunzione di Marte con la Terra, il 20 ottobre 2021 il rover ha continuato la sua missione dirigendosi verso sud; la pausa è stata necessaria a causa della forte radiazione solare nella linea di vista con la Terra, che creava livelli eccessivi di "rumore" per il funzionamento sicuro della comunicazione radio con il satellite cinese in orbita attorno a Marte.
A settembre 2022, Zhurong aveva inviato un totale di 1.480 gigabyte di dati, offrendo prove a sostegno dell'ipotesi di un antico oceano in Utopia Planitia.
Il 27 febbraio 2023, gli scienziati cinesi hanno pubblicato un rapporto meteorologico su Marte, inclusa la pressione superficiale e i cambiamenti del vento, basato sui dati raccolti dal rover nei suoi primi 325 sol.
Nel maggio 2022, Zhurong è stato messo in modalità ibernazione per proteggersi dall'imminente inverno marziano e da un'imminente grande tempesta di sabbia, con una data di riattivazione prevista per il 26 dicembre 2022. Nel gennaio 2023, il South China Morning Post ha riferito che gli scienziati della CNSA hanno fatto non ricevere un segnale dal rover. La CNSA prevedeva di inviare l'orbiter Tianwen-1 per le indagini.[47] Il rover è rimasto a Utopia Planetia, dove la temperatura era estremamente bassa, pari a -100 °C. Secondo le autorità, il rover è stato programmato per riavviarsi quando il suo livello di potenza raggiunge i 140 watt con i componenti chiave riscaldati a -15 °C.
È stato ipotizzato che la tempesta di polvere abbia ridotto la radiazione solare sulla superficie marziana e abbia coperto i pannelli solari, rendendo l'energia insufficiente per riavviare il rover. Zhurong è stato osservato coperto di sabbia e polvere, che ostacolavano la sua capacità di raccogliere la luce solare e ricaricarsi. Il rover è dotato di pannelli solari ribaltabili per rimuovere la polvere e i detriti accumulati, ma la funzione di pulizia richiede che il rover sia prima operativo, poiché non è dotato di un'unità di riscaldamento a radioisotopi. Il 21 febbraio 2023, il Mars Reconnaissance Orbiter ha confermato che il rover non ha cambiato la sua posizione dopo l'ibernazione, tra settembre 2022 e febbraio 2023, e i dati del rover Perseverance della NASA hanno indicato che la superficie marziana era ancora relativamente fredda a febbraio, potenzialmente al di sotto della temperatura necessaria per la riattivazione di Zhurong.
Il 25 aprile 2023, il progettista della missione Zhang Rongqiao ha annunciato che la polvere accumulatosi sul è maggiore del previsto, indicando che Zhurong potrebbe rimanere inattivo "per sempre".
Nel luglio 2023, un'analisi inviata a terra dal rover ha mstrato che su Marte sono avvenuti che importanti cambiamenti climatici 400.000 anni fa, che ha coinciso con la fine dell'ultima era glaciale su Marte. Ulteriori analisi dei dati hanno aiutato gli scienziati a simulare l'antico clima marziano e intuire la causa dietro a questi cambiamenti.

## Galleria d'immagini

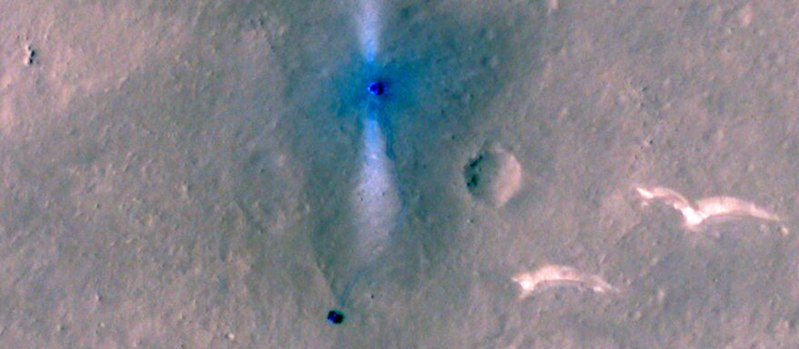
Il rover Zhurong e Tianwen-1 lander visto da MRO 11 giugno 2021.